# Villeta (Paraguay)
Villeta è un centro abitato del Paraguay, situato nel dipartimento Central a 37 km dalla capitale del paese Asunción; è uno dei 19 distretti in cui è diviso il dipartimento.

## Popolazione
Al censimento del 2002 Villeta contava una popolazione urbana di 10.106 abitanti (22.429 nell'intero distretto).

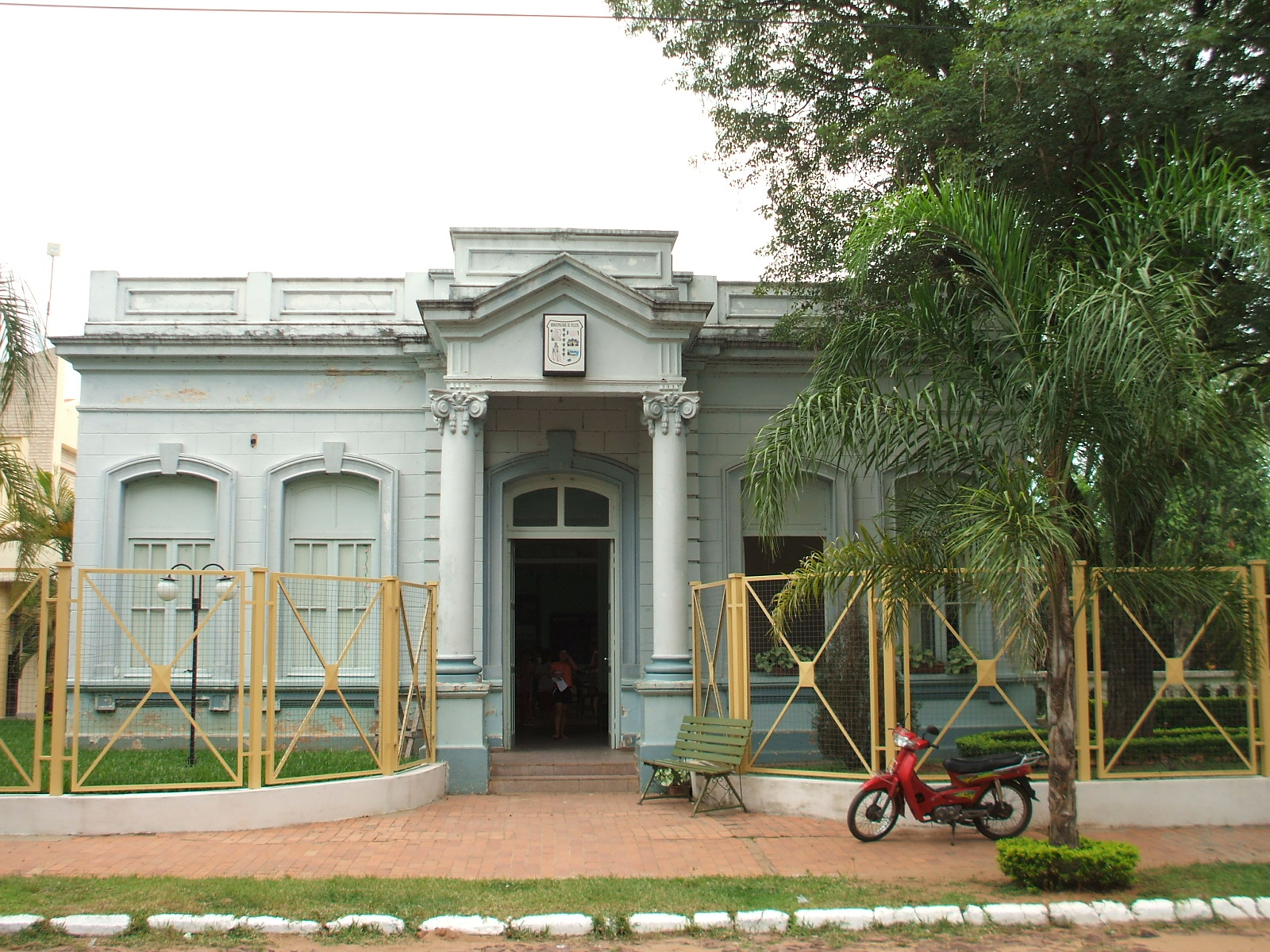
Sede municipale di Villeta

## Caratteristiche
La città fu fondata il 5 marzo 1714 per iniziativa del governatore Juan Gregorio Bazán de Pedraza con il nome di San Felipe de Borbón en el Valle de Baztán en los Campos del Guarnipitán.
La sua posizione strategica, sulla sponda sinistra del fiume Paraguay, ha favorito il sorgere di numerose industrie nel territorio.